# Luge nos Jogos Olímpicos de Inverno de 1972
O luge nos Jogos Olímpicos de Inverno de 1972 consistiu de três eventos realizados em Sapporo, no Japão, dois individuais (masculino e feminino) e um em duplas mistas.
A Alemanha Oriental dominou a modalidade ao conquistar oito das nove medalhas distribuídas para o evento, sendo conquistadas todas as medalhas de ouro disputadas (dividiu o ouro com a Itália nas duplas).

## Medalhistas
| Evento                        | Ouro                                                                                             | Prata                              | Bronze                                              |
| ----------------------------- | ------------------------------------------------------------------------------------------------ | ---------------------------------- | --------------------------------------------------- |
| Individual masculino detalhes | Wolfgang Scheidel GDR Alemanha Oriental                                                          | Harald Ehrig GDR Alemanha Oriental | Wolfram Fiedler GDR Alemanha Oriental               |
| Individual feminino detalhes  | Anna-Maria Müller GDR Alemanha Oriental                                                          | Ute Rührold GDR Alemanha Oriental  | Margit Schumann GDR Alemanha Oriental               |
| Duplas detalhes               | Horst Hörnlein Reinhard Bredow GDR Alemanha Oriental Paul Hildgartner Walter Plaikner ITA Itália | nenhum                             | Klaus Bonsack Wolfram Fiedler GDR Alemanha Oriental |

## Quadro de medalhas
| Ordem | País                  | Medalha de ouro | Medalha de prata | Medalha de bronze |   |
| ----- | --------------------- | --------------- | ---------------- | ----------------- | - |
| 1     | GDR Alemanha Oriental | 3               | 2                | 3                 | 8 |
| 2     | ITA Itália            | 1               |                  |                   | 1 |
| TOTAL | TOTAL                 | 4               | 2                | 3                 | 9 |